# Eupelmus olivieri
Eupelmus olivieri är en stekelart som beskrevs av Jean-Jacques Kieffer 1899. Eupelmus olivieri ingår i släktet Eupelmus och familjen hoppglanssteklar.
Artens utbredningsområde är Algeriet. Inga underarter finns listade i Catalogue of Life.